# ブロンコ
『ブロンコ』（原題：Bronco）は、 アメリカ合衆国のテレビ西部劇。タイ・ハーディン主演。アメリカでは「シャイアン・ショー」の1シリーズとして、1958年秋からABCで放送され、日本では1961年春からTBS系列で放送された。モノクロ。製作はワーナー・ブラザース。

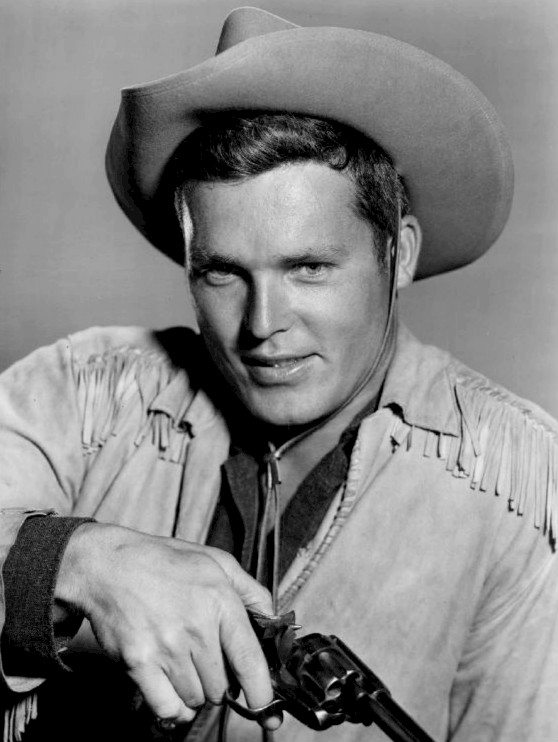
タイ・ハーディン

## 概要
南北戦争で父を失い、無法者に母を殺されて天涯孤独になった元南軍大尉の若者ブロンコ・レーン（タイ・ハーディン）が、不屈の勇気で放浪の旅を続けて、牧場の縄張り争い、牛飼いと羊飼いとの対立、先住民との死闘などに遭遇しながら逞しく成長していく物語。クリント・ウォーカー主演の『シャイアン』とウィル・ハッチンス主演の『シュガーフット』との三部作として製作されたテレビ西部劇である。共に主人公は早撃ちのガンマンであるが、大人びたシャイアンとは違って、ブロンコは平凡な悩みや生きる苦しみを持った青年として描かれており、そこが視聴者の共感を得て、特に日本では『シャイアン』よりも人気が高かった。
主演のタイ・ハーディンは、このテレビシリーズ後に映画『魚雷艇109』『陽動作戦』『チャップマン報告』『バルジ大作戦』などに出演している。

## 放送

### アメリカ
もともとは1958年に、前年までABCで放映されていた『シャイアン』の主演クリント・ウォーカーとワーナーとの契約問題がこじれ、同年秋の新シーズンに製作できなかったので、急遽その代役としてスタートしたのが、この『ブロンコ』であった。翌1959年秋に『シャイアン』の製作再開で、『シュガーフット』とを合わせて『シャイアン・ショー』（The Cheyenne Show）という1番組の中の1シリーズとなった。翌1961年秋のシーズンでは『シュガーフット』が製作終了となって、『シャイアン』『ブロンコ』の2シリーズで番組が構成され、1962年春に終了した。
1958年9月23日から1962年4月30日までの放送で、第1シーズン20話、第2シーズン20話、第3シーズン10話、第4シーズン18話の通算4シーズン・全68話で終了した。放送時間帯は月曜日19:30 - 20:30であった。
この同じ番組で違うシリーズを交互に放映する形式は、その翌年春に日本でも同じように行われた。

### 日本
日本では1961年5月8日から1962年2月26日まで、TBS系列で43話が放映された。放送時間帯は月曜日19:00 - 20:00で先に放映された『シャイアン』の後番組として単独での放送であった。そして1962年3月5日から装いを新しくして、アメリカと同じように『シャイアン』シリーズと交互に放映する方式で番組名を『ブロンコ・シャイアン』に変えて放送され、翌1963年4月8日に全68話の放映をもって番組は終了した。
番組名を新しく『ブロンコ・シャイアン』にしたその第1回は、『シャイアン』シリーズの1エピソードであるが、『ブロンコ』のタイ・ハーディンも『シュガーフット』のウィル・ハッチンスも同じ役で出演して、3人が力を合わせて先住民に武器を密売する悪漢と戦う内容であった。

## キャスト
- ブロンコ・レーン：タイ・ハーディン（吹替：青野武）

## エピソード
- この作品の題名となったブロンコとは主人公の名前であるが、もとの意味は野生の馬のことで、このシリーズの中で、美しい女性からその名前の由来を聞かれて、「父が私が生まれたと聞いて、我が家に戻る時に途中で野生の馬に出っくわしたので、それで生まれた私の名前にした」と語る場面があった。
- 『ブロンコ』には西部開拓史上に残る実在の人物を多く登場させている。ビリー・ザ・キッド、ジェシー・ジェームズ、サンダンス・キッド、ワイルド・ビル・ヒコックなどだが、後に大統領となったセオドア・ルーズベルトも登場している。彼が青年時代に西部を旅してブロンコとも知り合い、そしてブロンコに『シュガーフット』のトム・ブルースター（ウィル・ハッチンス）も友達だとして、ブロンコともども共通の友人を呼び寄せるエピソードがあった[4]。
- 放送当時にブロンコ役のタイ・ハーディンの早撃ちが話題となり、一体0.何秒で撃っているかということがクイズとして出されたことがあった。フィルム24コマを順送りにゆっくり回しながら、拳銃ホルダーから抜いて発射までのコンマ何秒かが問題であった。後に『バージニアン』でジェームス・ドルーリーも早撃ちを見せて、あれは何秒だったか、が話題になったが、ドルーリーはこの『ブロンコ』でも客演している。
- 『シャイアン』もそうであるが、悪役や端役で出演している俳優で後にスターになった者が多い。リー・ヴァン・クリーフ、ジャック・イーラム、マイケル・フォレスト、マイク・コナーズ、アダム・ウェスト、ロバート・ヴォーン、ジェームズ・コバーンなどで、特に凶悪なジェシー・ジェームズ役を演じたジェームズ・コバーンは、『ブロンコ』出演後に映画『荒野の七人』『大脱走』で人気を得て大スターの道を歩む。
- 当時デビューして全く無名俳優だったジャック・ニコルソンが端役で出演している。
- 製作がワーナーブラザーズだったので、当時のワーナー製作のテレビシリーズの主演俳優も出演している。『サーフサイド6』のトロイ・ドナヒュー、『サンセット77』のエフレム・ジンバリスト・ジュニアなどである。
- 日本では全く同じ時間帯の放送になった『ボナンザ』からローン・グリーンやパーネル・ロバーツがゲスト出演している。『ボナンザ』は視聴率で及ばなかったのか、1962年10月から土曜日20:00～20:56の時間帯に移行している。

## その他
- タイ・ハーディンは、『ブロンコ』の製作終了後、ワーナー・ブラザースを離れて、1966年公開の映画『バルジ大作戦』でドイツ軍側のスパイ役を演じ、その後イタリアに行ってイタリア製西部劇に主演している。その前には後にクリント・イーストウッドの出世作となった『荒野の用心棒』の主役の話もあったらしいが（真偽不明）、次は西ドイツに行って戦争アクション映画の主演もしている。しかし余り注目されることもなく、1970年代以後はTVムービーに出演している。『ブロンコ』で悪役を演じたリー・ヴァン・クリーフが同じイタリア製西部劇で大ブレークし、ジャック・イーラムも注目されるようになり、『ブロンコ』で同じく悪役だったジェームス・コバーンのその後の活躍を見るにつけ、この1960年代は美男子の二枚目タイプではなく、男臭くクセのある個性の強い男優が映画の世界を生き抜いていることがよく分かる。
- 『シュガーフット』はアメリカでは『シャイアン・ショー』の1シリーズとして『シャイアン』『ブロンコ』と同じ時間帯で放送されたが、日本では最初にNHKが購入して、『シャイアン』より早く1960年4月から『アリゾナ・トム』の題名で放映された。そしてわずか3ヵ月で放送中止となり、その後フジテレビ系で1962年4月から放映され、日本では『シャイアン』『ブロンコ』とは全く別々になった。ただし『シャイアン』『ブロンコ』のエピソードで同じトム・ブルースター役で出演しているし、日本で『ブロンコ・シャイアン』で放送された時に最初のメインタイトルには『シャイアン』『ブロンコ』のテーマ音楽に『シュガーフット』のテーマ音楽も流れていた。